# Черлянське водосховище
Черлянське водосховище — водосховище, що розташоване у селі Черляни Городоцького району Львівської області на річці Верещиця. Тип водосховища — заплавне. Середня глибина — 0,86 м, максимальна — 1,5 м. Довжина — 1,85 км. Повний об'єм — 1,178 млн м³, корисний — 1,07 млн м³. Використовується для риборозведення.